# Епархия Инонго
Епархия Инонго (лат. Dioecesis Inongoensis) — епархия Римско-Католической Церкви с центром в городе Инонго, Демократическая Республика Конго. Епархия Инонго входит в митрополию Киншасы. Кафедральным собором епархии Инонго является церковь Святого Альберт в городе Инонго.

## История
29 июня 1953 года Святой Престол учредил апостольский викариат Инонго, выделив её из апостольский викариат Южного Леопольдвиля (ныне — архиепархия Киншасы).
10 ноября 1959 года апостольский викариат Инонго был преобразован в епархию буллой Cum parvulum Римского Папы Иоанн XXIII.

## Ординарии епархии
- епископ Jan van Cauwelaert (1954 — 1967);
- епископ Léon Lesambo Ndamwize (1967 — 2005);
- епископ Philippe Nkiere Keana (2005 — по настоящее время).